# Mjuka paket
Mjuka paket är en svensk kortfilm från 2000 i regi av Ingela Lekfalk.
Filmen handlar om två mammor som vill ha mjuka paket. Lekfalk skrev manus och agerade även producent. Stefan Holm klippte och fotade. Maria Lundqvist och Gunilla Röör medverkade som skådespelare.

## Rollista
- Maria Lundqvist
- Gunilla Röör

### Fotnoter
1. 1 2  ”Mjuka paket”. Svensk Filmdatabas. http://sfi.se/sv/svensk-filmdatabas/Item/?itemid=71624&type=MOVIE&iv=Basic&ref=/templates/SwedishFilmSearchResult.aspx?id%3d1225%26epslanguage%3dsv%26searchword%3dmjuka+paket%26type%3dMovieTitle%26match%3dBegin%26page%3d1%26prom%3dFalse. Läst 10 februari 2013.